# Geitocochylis
Geitocochylis là một chi bướm đêm thuộc phân họ Tortricinae của họ Tortricidae.

## Các loài
- Geitocochylis gustatoria Razowski, 1984
- Geitocochylis gyrantrum Razowski, 1984
- Geitocochylis paromala Razowski, 1984
- Geitocochylis tarphionima Razowski, 1984